# Muzeul Țării Codrului
Muzeul Țării Codrului este un muzeu județean din Măriuș. Prezintă obiecte de etnografie și elemente de arhitectură populară.